# Katsuya Nagato
Katsuya Nagato (født 15. januar 1995) er en japansk fodboldspiller.
Han har spillet for flere forskellige klubber i sin karriere, herunder Vegalta Sendai.